# Sinni
A Sinni (latinul Siris vagy Sinis) egy folyó Olaszország déli részén. A Lukániai-Appenninekből ered, átszeli Basilicata régiót és a Tarantói-öbölbe torkollik. Nevét az ókori Siris városa után kapta, mely torkolatvidékén feküdt. I. e. 280-ban Pürrhosz seregei a folyó partján csaptak össze a rómaiakkal.